# Cupido dryina
Cupido dryina är en fjärilsart som beskrevs av Chapman 1909. Cupido dryina ingår i släktet Cupido och familjen juvelvingar. Inga underarter finns listade i Catalogue of Life.